# شیبتسو، هوکایدو (نمورو)
شیبتسو، هوکایدو (نمورو) (به لاتین: Shibetsu, Hokkaido (Nemuro)) یک منطقهٔ مسکونی در ژاپن است که در Shibetsu District واقع شده‌است. شیبتسو ۵٬۸۲۵ نفر جمعیت دارد.